# Операция «Pierce Arrow»
Операция «Пронзающая стрела» (англ. «Pierce Arrow») — первая воздушная операция США против Северного Вьетнама во время Вьетнамской войны (август 1964 года). Была проведена в качестве акции возмездия за предполагаемое нападение северовьетнамских торпедных катеров на американские корабли в Тонкинском заливе.

## Проведение
Операция проводилась по личному распоряжению президента США Линдона Джонсона. Налёт был совершён 5 августа 1964 года самолётами с двух авианосцев ВМС США; целями являлись несколько военно-морских баз, откуда действовали северовьетнамские катера, а также нефтехранилище в Винь. Предполагалось, что после уничтожения нефтехранилища у ВМС Северного Вьетнама возникнут проблемы с горючим для катеров.
По американским данным, было выполнено 64 боевых вылета при потере 2 самолётов. Один пилот погиб, другой (лейтенант или капитан Эверетт Альварез) попал в плен. Результаты налёта расценивались американским командованием как успешные: было уничтожено до 90 % запасов нефти в Винь, а также выведены из строя 2/3 всех северовьетнамских торпедных катеров.

## Значение
Операция «Pierce Arrow» была первым налётом американской авиации на Северный Вьетнам в ходе Вьетнамской войны. Она являлась единичной акцией возмездия; следующие подобные акции были проведены только в феврале 1965 года (операция «Flaming Dart»). Тонкинский инцидент и последовавший за ним авианалёт часто считаются началом прямого участия США в гражданской войне во Вьетнаме.